# Cantó de Sant Salvaur
El cantó de Sant Salvaur de Tinèa és un cantó francès del departament dels Alps Marítims, situat al districte de Niça. Té 8 municipis i el cap és Sant Salvaur de Tinèa.

## Municipis
- Clanç
- Ilonça
- Marìa
- Rimplàs
- Robion
- Rore
- Sant Salvaur de Tinèa
- Val de Blora

## Història
| Data d'elecció                           | Identitat        | Partit        | Qualitat |
| ---------------------------------------- | ---------------- | ------------- | -------- |
| 1964-197.                                | M. Melan         | -             |          |
| 197.-1994                                | Raymond Santucci | Divers gauche |          |
| 1994-                                    | Fernand Blanchi  | UMP           |          |
| les dades anteriors no són pas conegudes |                  |               |          |
|                                          |                  |               |          |

| 1962 | 1968 | 1975 | 1982 | 1990 | 1999  | 2007  |
| ---- | ---- | ---- | ---- | ---- | ----- | ----- |
| -    | -    | -    | -    | -    | 2.106 | 2.362 |